# Das Mädchen – Was geschah mit Elisabeth K.?
Das Mädchen – Was geschah mit Elisabeth K.? ist ein deutscher Dokumentarfilm aus dem Jahr 2014 von Regisseur Eric Friedler über die 1977 ermordete Elisabeth Käsemann, die von der argentinischen Militärdiktatur eingesperrt und gefoltert wurde, während sich die deutsche Fußballnationalmannschaft zeitgleich auf ein Freundschaftsspiel in Buenos Aires und später auf die Fußball-Weltmeisterschaft 1978 in Argentinien vorbereitete. Der Film kritisiert die Gleichgültigkeit und Tatenlosigkeit der verantwortlichen deutschen Politiker und Sportfunktionäre und wirft die Frage auf, wie unpolitisch Sport sein darf.

## Inhalt
Während der Zeit der argentinischen Militärdiktatur (1976–1983) wurden in Argentinien mehr als 30.000 Menschen verschleppt und ermordet, die Gegner der Militärjunta waren oder von dieser als solche eingeschätzt wurden. Nach einem Putsch gegen die demokratisch gewählte Regierung von Isabel Martínez de Perón kam 1976 General Jorge Rafael Videla an die Macht. Kurz darauf begann das Militär mit einer brutalen Jagd auf Journalisten, kritische Studenten, linke Intellektuelle, Gewerkschafter und Anhänger Peróns.
Am 8. März 1977 wurde auch die deutsche Elisabeth Käsemann vom Militär gefangen genommen, die bereits seit 1971 im Land lebte und in der Hauptstadt Buenos Aires Volkswirtschaftslehre studierte und ein Theologisches Seminar besuchte. Ihr Vater Ernst Käsemann war Professor für evangelische Theologie an der Eberhard Karls Universität Tübingen. In einem Brief an ihre Eltern schrieb sie, dass sie es sich angesichts der Probleme und des Elends im Land nicht vorstellen könne, zu den „Luxusproblemen Europas“ zurückzukehren, solange sie hier helfen könne. Ihre freiwillige Arbeit in den Elends-Siedlungen und ihr soziales Engagement für die Armen legten ihr die Militärs als Oppositionsarbeit aus. Sie wurde in das etwa 40 km von Buenos Aires entfernte Konzentrationslager El Vesubio gebracht (ein Geheimgefängnis, in dem politische Gegner gefangengehalten und gefoltert wurden).
Zwei Tage später wurde auch eine enge Freundin Käsemanns, die britische Theologie-Studentin Diana Austin, in das Lager gebracht, wo sie, während sie gefoltert wurde, die Schreie Käsemanns hörte. Neben unterschiedlichen Folterarten wurde in El Vesubio oft ein Picana genannter elektrischer Stab verwendet, bei dem die Opfer auf einen Metalltisch gefesselt wurden und dann mit dem Stab Stromstöße – bevorzugt an empfindlichen Stellen wie Mund, Zunge, den Brüsten und den Genitalien – bekamen. Daneben wurden inhaftierte Frauen im Lager auch von den Aufsehern sexuell gedemütigt und regelmäßig vergewaltigt.
Ein ehemaliger Gefängniswärter namens Roberto Zeolitti (zum Zeitpunkt der Dreharbeiten 67-jährig und wegen Verbrechen gegen die Menschlichkeit zu 18 Jahren Haft verurteilt) erklärte, dass man Käsemann die Folterungen deutlich ansah und sie in ihrer Zelle in einer Art Hundezwinger am Boden gehalten wurde.
Auf Druck der britischen Regierung wurde Diana Austin bereits am Tag darauf wieder freigelassen. Das deutsche Außenministerium unter Hans-Dietrich Genscher war spätestens seit dem 22. März 1977 über den Fall von Elisabeth Käsemann informiert, unternimmt jedoch nichts. Diana Austin informiert Käsemanns Eltern und fliegt am 3. April nach New York City, wo sie einen ausführlichen Bericht über das Lager und die Foltermethoden an Amnesty International übergibt, der auch an die Presse und die deutsche Regierung geht. Im Mai 1977 reist die deutsche Fußballnationalmannschaft ins Land der Militärdiktatur, um zu einem Freundschaftsspiel mit der argentinischen Auswahl anzutreten. Nach einem Artikel in der Süddeutschen Zeitung vom 6. April 1977 wird auch die breite Öffentlichkeit in Deutschland über den Fall informiert.
Käsemann machte Mitte der 60er Jahre ihr Abitur und begann 1966 an der Freien Universität Berlin ihr Studium. Die FU war zu dieser Zeit eines der Zentren der Studentenbewegung. Bei studentischen Protesten demonstrierte sie an der Seite von Rudi Dutschke gegen den Vietnamkrieg und kritisierte die Kluft zwischen Arm und Reich. Nach Überlegungen, wie sie sich am besten für Unterdrückte und Arme einsetzen könnte, entschloss sie sich, nach Lateinamerika zu gehen, begann im September 1968 ein Auslandspraktikum in Bolivien und ging danach für Studium und Sozialarbeit nach Argentinien.
Im Jahr 1977 ist in der von Bundeskanzler Helmut Schmidt geführten Koalitionsregierung in Westdeutschland Hans-Dietrich Genscher Bundesaußenminister, seine beiden parlamentarischen Staatsminister sind Klaus von Dohnanyi und Hildegard Hamm-Brücher. Es ist die Zeit, in der mit Terrorismus-Angst Politik gemacht und alles dem vermeintlichen Kampf gegen den Terrorismus untergeordnet wurde. So kam man offenbar zu den falschen Schlüssen, dass Menschen wie Elisabeth Käsemann, die sich für Arme und Unterdrückte einsetzen und gegen eine Militärdiktatur stellen, nur linke Terroristen sein können. Dohnanyi erklärt im Interview, dass es falsch war, eine friedfertige und sozial engagierte Frau in die Nähe von Terroristen zu rücken. Jörg Kastl, zu der Zeit Deutscher Botschafter in Argentinien, zeigt dagegen keine Reue und verteidigt seine falsche Einschätzung auch nachträglich noch.
Kastl pflegte enge Kontakte mit der Militärjunta und den Geheimdiensten, die für Mord und Folter im Land verantwortlich waren. Ein Geheimdienst-Offizier nutze sogar Räume in der deutschen Botschaft und ein argentinischer Polizist organisierte die Bewachung. Andere Botschaften wie die von Großbritannien und Frankreich lehnten solche Kooperationen ab und diesen Ländern gelang es trotzdem, durch diplomatische Interventionen ihre Landsleute aus den Gefangenenlagern zu befreien, ebenso wie Österreich und Spanien. Damals behauptete der Botschafter auf eine offizielle Anfrage zudem, man wüsste nichts von Frau Käsemann, obwohl diese in Buenos Aires offiziell gemeldet war und ein halbes Jahr zuvor ihren deutschen Pass in der deutschen Botschaft verlängern ließ.
Sogar andere Staaten wie Holland, Finnland und Großbritannien haben sich bereits in Argentinien über die Inhaftierung der Deutschen beschwert, nur Deutschland über ihre eigene Staatsangehörige nicht.
Hamm-Brücher und von Dohnanyi erklärten, man habe sich damals wohl nicht getraut, dem Chef (Genscher) zu widersprechen und der Außenminister wollte von dem Fall einfach nichts wissen. Er wollte nicht einmal, wie das sonst üblich ist, einen internen Krisenstab bilden.
DFB-Präsident Hermann Neuberger, dessen Stimme auch innerhalb der FIFA Gewicht hatte, mochte die argentinische Militärdiktatur grundsätzlich nicht als Diktatur bezeichnen, lobte sogar das harte Durchgreifen von General Videla. So lehnte er auch trotz Wissens über den Fall von Elisabeth Käsemann jede Aktion oder diplomatische Gespräche von DFB oder FIFA in Bezug auf die im Foltergefängnis festgehaltene Deutsche ab und verhinderte, dass die Mannschaft über den Fall informiert wurde.
Neben der Tatenlosigkeit sowohl auf politischer Ebene (wie Verhandlungen, offizieller Protestnote, Abberufung des Botschafters oder Androhung der Schließung von Goethe-Instituten in Argentinien) als auch im sportlichen Bereich wurden auch die engen Kontakte der deutschen Wirtschaft zu Argentinien nicht als Hebel genutzt. So führte der deutsche Siemens-Konzern gerade das Farbfernsehen in Argentinien für die kommende Fußball-WM ein. Nachdem die USA unter Jimmy Carter das Land mit einem Waffenembargo belegt hatte, war Deutschland auch der größte Rüstungs- und Waffenlieferant. Deutsche Waffengeschäfte nach Argentinien wurden sogar mit staatlichen Hermes-Bürgschaften abgesichert. Und Mercedes-Benz schenkte jedem argentinischen Nationalspieler im Sinne guter Beziehungen einen Mercedes.
Am 20. Mai übermittelte der deutsche Pastor Armin Ihle, der 1977 in Argentinien tätig war und über Kirchenkreise Kontakte zur Militärjunta hatte, der deutschen Botschaft ein letztes Angebot von einem Treffen mit der argentinischen Bundespolizei, dass man die Deutsche auch freikaufen könne. Die deutsche Botschaft reagiert nicht und nahm auch keine Verhandlungen auf. Ihle erklärte, dass das Ignorieren des Angebots letztendlich zum Tod von Elisabeth Käsemann führte, da man sich nun sicher war, dass Deutschland egal wäre, was mit der Deutschen passieren würde.
In der Nacht vom 23. auf den 24. Mai werden 16 Gefangene, darunter Elisabeth Käsemann, in den Vorort Monte Grande in ein leerstehendes Haus verbracht. Kurz darauf fahren mehrere Fahrzeuge mit Soldaten vor, denen gesagt wurde, im Haus würden sich gefährliche Terroristen aufhalten. Der damals 18-jährige Wehrdienstleistende Horacio Verstraeten gibt an, dass ein Offizier den Schießbefehl gab und die Soldaten daraufhin im Dunkeln ihr Magazin leergeschossen haben. Die Junta verbreitet am nächsten Tag die Propaganda, dass es in Monte Grande zu einem Feuergefecht mit Terroristen kam, zu denen auch die Deutsche gehörte. Der argentinische Bundesrichter Daniel Eduardo Rafecas erklärt, dass die geschwächten Opfer, die man gefesselt und mit verbundenen Augen erschossen hatte, gar keine Möglichkeit gehabt hatten, sich zu wehren. Eine später durchgeführte Autopsie an der Eberhard Karls Universität Tübingen bestätigt, dass Käsemann am 24. Mai aus unmittelbarer Nähe durch vier Schüsse in Genick und Rücken hingerichtet wurde.
Auch Bundesrichter Rafecas ist sich sicher: Hätte sich ein deutscher Politiker für ihre Freilassung eingesetzt, hätte sie nicht sterben müssen. Am 3. Juni meldete Botschafter Kastl ihren Tod an das Auswärtige Amt. Doch die deutsche Öffentlichkeit erfährt von der Ermordung der Deutschen weiterhin nichts. In der deutschen Botschaft findet ein Empfang für die deutsche Nationalmannschaft und ein Gespräch mit dem DFB-Präsidenten statt, in dem dieser darüber informiert wird. Im Interesse „guter Stimmung“ für ein unbedeutendes Freundschaftsspiel ignoriert Neuberger den Mord und hält die Information auch vor der Mannschaft zurück. Erst nach dem Spiel am 6. Juni wird der Tod von Elisabeth Käsemann offiziell bekannt gegeben.
Nachdem die deutsche Botschaft den Leichnam Käsemanns nach Deutschland überführte, soll deren Familie die Rechnung dafür begleichen. Auch nach der Ermordung von Elisabeth Käsemann wollten die deutschen Behörden ihren Fehler nicht einsehen. Genscher widerspricht den Darstellungen der Militärdiktatur nicht, stattdessen macht Deutschland sich die Version der Junta zu eigen. So wurde schließlich auch die deutsche Polizei beauftragt, die Beerdigung Käsemanns in Tübingen zu filmen, um das Umfeld der „Terroristin“ festzuhalten.
Hildegard Hamm-Brücher musste nachträglich einräumen, dass sie während der Fragestunde im Bundestag gelogen hatte, als sie dort am 20. Oktober 1977 verkündete „Die Bundesregierung hat in Argentinien wie überall in der Welt keine Gelegenheit vorübergehen lassen, um unmissverständlich für die Beachtung der Menschenrechte einzutreten“. Zudem erklärte sie „es, gebe keinen Zweifel an der argentinischen Darstellung, Elisabeth Käsemann sei bei einer terroristischen Aktion in einem Feuergefecht mit Sicherheitskräften ums Leben gekommen.“ Obwohl es nicht der Wahrheit entsprach, fühlte sie sich verpflichtet, das abzulesen, was man ihr diktiert hatte.
Bereits im Juni 2013 hatte Genscher den Filmemachern ein Interview zugesagt, zu dem es bis zum Abschluss der Produktion trotz mehrfacher Nachfragen jedoch nicht kam. DFB-Präsident Wolfgang Niersbach sagte seinen Interview-Termin kurzfristig ab. Der ehemalige Bundeskanzler Schmidt war zu einer Mitwirkung an der Dokumentation nicht bereit.

## Hintergrund
- Der Filmtitel bezieht sich auf eine damalige Aussage von Hans-Dietrich Genscher, der angesprochen auf den Fall lediglich „Ach, das Mädchen Käsemann“ geäußert haben soll und sich nicht weiter damit befassen wollte.
- Im Mai 2013 hatten die Abgeordneten Hans-Christian Ströbele und Renate Künast für die Fraktion Bündnis 90/Die Grünen nochmals eine sogenannte Kleine Anfrage im Deutschen Bundestag mit 24 Fragen an die Bundesregierung gerichtet, um Aufklärung zum Fall Käsemann zu erhalten und die Frage nach der Verantwortung klären zu lassen. Die Bundesregierung konnte jedoch nicht alles zufriedenstellend beantworten und verwies darauf, dass es Aufgabe der historischen Forschung wäre, den Fall und die Verantwortlichkeiten zu bewerten. Regisseur Eric Friedler erklärte später, dass er durch diese Anfrage darauf aufmerksam wurde, dass der Fall auch Jahrzehnte später noch nicht aufgearbeitet ist.[1][2][3]
- Neben dem konkreten Fall wollte Friedler auch die grundsätzliche Frage stellen: „Kann man einfach irgendwo auf der Welt eine Weltmeisterschaft, Olympische Spiele oder sonstige Festivitäten stattfinden lassen und die Dinge, die in dem jeweiligen Land passieren, ignorieren?“[4]
- Der Fernsehfilm wurde von der Polyphon Film- und Fernsehgesellschaft im Auftrag von NDR und SWR produziert und wurde erstmals am 5. Juni 2014 um 22.45 Uhr in der ARD ausgestrahlt. Die Erstausstrahlung markierte zugleich den Jahrestag des Freundschaftsspiels Argentinien – Deutschland, das vor 37 Jahren im Stadion La Bombonera in Buenos Aires stattfand.[5][6]

## Kritiken
„Erst der Sport, dann die Wirtschaft, aber nie die Moral: Der mehrfach preisgekrönte Dokumentarfilmer Eric Friedler enthüllt mit "Das Mädchen" am Fall der 1977 ermordeten jungen Deutschen Elisabeth Käsemann das Versagen von Politikern und dem Deutschem Fußballbund. […] So wurde eine junge Frau, weil sie sich für andere Menschen einsetzte, Opfer von Borniertheit, Terrorismus-Hysterie und praktischer Politik. „Heute wäre das sicher ganz anders“, glaubt Klaus von Dohnanyi. Ein Irrtum, wie Katar und Brasilien zeigen.“

„Das Erschreckende ist: Ein Anruf hätte womöglich genügt, um Käsemanns Leben zu retten. Ein Anruf von Genscher, ein Anruf von Kastl, sogar ein Anruf von Neuberger, der hätte fordern können: "Es gibt nur ein Fußballspiel, wenn ihr die Frau freilasst." Der Anruf blieb aus, was den damaligen Südamerika-Korrespondenten des "Spiegel", Hellmuth Karasek, dazu bringt, den DFB-Präsidenten einen "Kollaborateur" zu nennen.“

„Der damalige deutsche Botschafter, Jörg Kastl, vor einigen Monaten verstorben, aber für den Film noch auskunftsbereit, stellt klar, dass er bis heute davon ausgeht, Elisabeth Käsemann sei selbst schuld an ihrem Tod. Genauer: ihre linken politischen Ideen. Auch im Fall des ebenfalls in Argentinien ermordeten Studenten Klaus Zieschank hatte Kastl behauptet, der habe sich in „linksterroristischen Kreisen“ bewegt – eine Lüge. Kastl machte später eine große diplomatische Karriere.“

„Der Deutsche Fußball-Bund (DFB), der dezidiert über den Fall Käsemann informiert gewesen war, hielt das Thema unterm Deckel. Schon weil man sich, wie im Film ein Fußballfunktionär erklärt, den Argentiniern verpflichtet fühlte, die durch ihr Wirken in den internationalen Gremien mit dafür verantwortlich waren, dass die WM 1974 in Deutschland ausgetragen worden war. Eine Hand wäscht die andere. Ein Jahr später schmetterte Udo Jürgens mit der Nationalelf "Buenos Dias, Argentina" als offizielles Lied für die WM 1978. Ein Ständchen für die Junta sozusagen. […] "Das Mädchen" ist eine verstörende, eine unversöhnliche Dokumentation, die kurz vor der WM noch einmal wirkungsvoll eine alte Weisheit neu interpretiert: Sport ist Mord.“

„Wie politisch respektive unpolitisch im Zusammenhang mit Sport gedacht und gehandelt wurde, konnte man dann 1978, gerade mal ein Jahr nach Elisabeth Käsemanns Ermordung, während des WM-Turniers sehen. Hermann Neuberger, seinerzeit DFB-Präsident, schämte sich nicht, den ehemaligen Wehrmachtsoffizier und späteren NS-Fluchthelfer Hans-Ulrich Rudel im Quartier der deutschen Fußballnationalmannschaft zu empfangen. Und Berti Vogts, damals Kapitän des deutschen Teams, sprach lobend von Argentinien als "Land, in dem Ordnung herrscht. Ich habe keinen einzigen politischen Gefangenen gesehen."“

„Friedlers bemerkenswerter Film ist auch eine Definition von Realpolitik. […] Botschafter Kastl klingt wie eine Mischung aus Bild-Zeitung und dem berühmten Mann von der Straße, wenn er sagt, dass es diesen langhaarigen Linken ja eigentlich ganz recht geschieht, wenn sie mal Bekanntschaft machen mit der strengen Hand. "Sie gehörte zweifellos zu den argentinischen 68ern, die ja manchmal auch vor wenig zurückgeschreckt sind", sagt Kastl, er kolportiert und unterstellt und behauptet; ein zynischer und kalter alter Mann.“